# Biebighausen
Biebighausen ist ein Stadtteil von Hatzfeld (Eder) im nordhessischen Landkreis Waldeck-Frankenberg.

## Geographie
Der Ort liegt eingebettet in das Ederbergland im Norden des Bundeslandes Hessens.
Nachbarorte
- Dodenau
- Reddighausen

## Geschichte

### Ortsgeschichte
Die älteste bekannte schriftliche Erwähnung von Biebighausen erfolgte im Jahr 1395 unter dem Namen Bubinghusen in einer Urkunde: Siegfried von Biedenfeld und seine Ehefrau Gela übertragen am 16. Oktober 1395 ihren halben Hof an Johann von Hatzfeld.
Der Ort ist aber erheblich älter. Geographische Bezeichnungen sind im Zusammenhang zu suchen mit dem adligen Grundherren Buobo von Elsoff. Der Name Buobo begegnet man unter Bubenberg, Bubenkirchenbach oder dem untergegangenen Bubenhausen im Kirchspiel Elsoff.
Die Herren von Hatzfeld sind auch im Jahr 1590 die Besitzer. Für die Zeitspanne von 1600 bis 1800 sind keine Belege vorhanden, da Biebighausen als Teil von Hatzfeld keine selbständige Gemeinde war. Dies änderte sich erst im Jahr 1831. In diesem Jahr beantragten die Hofbesitzer Georg Benner, von Beruf Maurer, geboren in Alertshausen im Schwarzenbächer-Haus, und sein Schwiegersohn Tobias Spies, Biebighausen zur selbständigen Gemeinde zu machen. Am 23. Mai 1832 stimmten die Behörden in Darmstadt und Biedenkopf dem Vorschlag zu. Der Ort war einst die nach Einwohnerzahl zweitkleinste Gemeinde in Hessen.
Schulisch und postalisch gehörte Biebighausen weiterhin zu Hatzfeld und der Ort wurde von der Bürgermeisterei Hatzfeld mitverwaltet. 1887 wurde durch ein preußisches Gesetz die Möglichkeit gegeben, dass auch kleinste Gemeinden einen eigenen Bürgermeister wählen durften, und am 12. November 1898 wurde Louis Groß der erste Biebighäuser Bürgermeister.
Biebighausen hatte keine eigene Schule. Die Kinder besuchten die Schule in Hatzfeld. Ab 1900 konnte die Schule in Reddighausen für den Schulunterricht genutzt werden, und der Schulweg war nun für die Kinder über einen Kilometer kürzer.
Hessische Gebietsreform (1970–1977)
Zum 1. April 1971 wurde die bis dahin selbständige Gemeinde Biebighausen im Zuge der Gebietsreform in Hessen auf freiwilliger Basis in die Stadt Hatzfeld (Eder) (damalige Schreibweise Hatzfeld/Eder) eingegliedert.  Für Biebighausen wurde wie für die übrigen Stadtteile ein Ortsbezirk mit Ortsbeirat und Ortsvorsteher nach der Hessischen Gemeindeordnung gebildet.

### Verwaltungsgeschichte im Überblick
Die folgende Liste zeigt die Staaten und Verwaltungseinheiten, denen Biebighausen angehört(e):
- um 1230: Heiliges Römisches Reich, Grafschaft Battenberg, (Stadt-)Gericht Battenberg
- um 1400: Heiliges Römisches Reich, Kurfürstentum Mainz, Amt Battenberg
- ab 1464: Heiliges Römisches Reich, Landgrafschaft Hessen, Amt Battenberg
- ab 1567: Heiliges Römisches Reich, Landgrafschaft Hessen-Marburg, Amt Battenberg[8]
- 1604–1648: strittig zwischen Hessen-Kassel und Hessen-Darmstadt (Hessenkrieg)
- ab 1604: Heiliges Römisches Reich, Landgrafschaft Hessen-Kassel, Amt Battenberg
- ab 1627: Heiliges Römisches Reich, Landgrafschaft Hessen-Darmstadt, Oberfürstentum Hessen, Amt Battenberg[9]
- ab 1806: Großherzogtum Hessen,[Anm. 2] Fürstentum Oberhessen, Amt Battenberg
- ab 1815: Großherzogtum Hessen, Provinz Oberhessen, Amt Battenberg
- ab 1821: Großherzogtum Hessen, Provinz Oberhessen, Landratsbezirk Battenberg[Anm. 3]
- ab 1832: Großherzogtum Hessen, Provinz Oberhessen, Kreis Biedenkopf
- ab 1848: Großherzogtum Hessen, Regierungsbezirk Biedenkopf
- ab 1852: Großherzogtum Hessen, Provinz Oberhessen, Kreis Biedenkopf
- ab 1867: Königreich Preußen,[Anm. 4] Provinz Hessen-Nassau, Regierungsbezirk Wiesbaden, Kreis Biedenkopf (übergangsweise Hinterlandkreis)[9]
- ab 1871: Deutsches Reich, Königreich Preußen, Provinz Hessen-Nassau, Regierungsbezirk Wiesbaden, Kreis Biedenkopf
- ab 1918: Deutsches Reich (Weimarer Republik), Freistaat Preußen, Provinz Hessen-Nassau, Regierungsbezirk Wiesbaden, Kreis Biedenkopf
- ab 1932: Deutsches Reich, Freistaat Preußen, Provinz Hessen-Nassau, Regierungsbezirk Kassel, Landkreis Frankenberg
- ab 1944: Deutsches Reich, Freistaat Preußen, Provinz Kurhessen, Landkreis Frankenberg
- ab 1945: Amerikanische Besatzungszone,[Anm. 5] Groß-Hessen, Regierungsbezirk Kassel, Landkreis Frankenberg
- ab 1946: Amerikanische Besatzungszone, Hessen, Regierungsbezirk Kassel, Landkreis Frankenberg
- ab 1949: Bundesrepublik Deutschland, Hessen, Regierungsbezirk Kassel, Landkreis Frankenberg
- ab 1971: Bundesrepublik Deutschland, Hessen, Regierungsbezirk Kassel, Landkreis Frankenberg, Stadt Hatzfeld
- ab 1974: Bundesrepublik Deutschland, Land Hessen, Regierungsbezirk Kassel, Landkreis Waldeck-Frankenberg, Stadt Hatzfeld

### Einwohnerentwicklung
- 1577: eine Haushaltung[1]

| Biebighausen: Einwohnerzahlen von 1834 bis 2019 | Biebighausen: Einwohnerzahlen von 1834 bis 2019 | Biebighausen: Einwohnerzahlen von 1834 bis 2019 | Biebighausen: Einwohnerzahlen von 1834 bis 2019 | Biebighausen: Einwohnerzahlen von 1834 bis 2019 |
| --- | ----------------------------------------------- | ----------------------------------------------- | ----------------------------------------------- | ----------------------------------------------- |
| Jahr |                                                 |                                                 |                                                 | Einwohner                                       |
| 1834 | 1834                                            |                                                 | 49                                              | 49                                              |
| 1840 | 1840                                            |                                                 | 56                                              | 56                                              |
| 1846 | 1846                                            |                                                 | 58                                              | 58                                              |
| 1852 | 1852                                            |                                                 | 58                                              | 58                                              |
| 1858 | 1858                                            |                                                 | 69                                              | 69                                              |
| 1864 | 1864                                            |                                                 | 45                                              | 45                                              |
| 1871 | 1871                                            |                                                 | 35                                              | 35                                              |
| 1875 | 1875                                            |                                                 | 38                                              | 38                                              |
| 1885 | 1885                                            |                                                 | 43                                              | 43                                              |
| 1895 | 1895                                            |                                                 | 34                                              | 34                                              |
| 1905 | 1905                                            |                                                 | 37                                              | 37                                              |
| 1910 | 1910                                            |                                                 | 34                                              | 34                                              |
| 1925 | 1925                                            |                                                 | 32                                              | 32                                              |
| 1939 | 1939                                            |                                                 | 28                                              | 28                                              |
| 1946 | 1946                                            |                                                 | 43                                              | 43                                              |
| 1950 | 1950                                            |                                                 | 41                                              | 41                                              |
| 1956 | 1956                                            |                                                 | 26                                              | 26                                              |
| 1961 | 1961                                            |                                                 | 27                                              | 27                                              |
| 1967 | 1967                                            |                                                 | 30                                              | 30                                              |
| 1980 | 1980                                            |                                                 | ?                                               | ?                                               |
| 1990 | 1990                                            |                                                 | ?                                               | ?                                               |
| 2000 | 2000                                            |                                                 | ?                                               | ?                                               |
| 2011 | 2011                                            |                                                 | 15                                              | 15                                              |
| 2019 | 2019                                            |                                                 | 14                                              | 14                                              |
| Datenquelle: Historisches Gemeindeverzeichnis für Hessen: Die Bevölkerung der Gemeinden 1834 bis 1967. Wiesbaden: Hessisches Statistisches Landesamt, 1968. Weitere Quellen: ; Stadt Hatzfeld:; Zensus 2011 |                                                 |                                                 |                                                 |                                                 |

## Religion
Kirchlich gehörte der Ort bis 1958 zum Kirchspiel Hatzfeld. In diesem Jahr erfolgte die Ablösung von Hatzfeld zur Pfarrei Dodenau, zu der auch Reddighausen gehörte.
 Historische Religionszugehörigkeit
 Quelle: Historisches Ortslexikon
| • 1895: | 43 evangelische (= 100 %) Einwohner                                |
| • 1961: | 26 evangelische (= 96,30 %), ein katholischer (= 3,70 %) Einwohner |